# Kenji Yamamoto (compositor nacido en 1964)
Kenji Yamamoto (山本 健誌 Yamamoto Kenji, nacido en 1964) es un director de sonido y compositor de videojuegos que trabaja para Nintendo desde el inicio de su carrera. Entre sus trabajos más reconocidos se encuentran Super Metroid y varias entregas de la serie Metroid Prime.
Previamente estuvo a cargo de la dirección del grupo de sonido de una de las antiguas divisiones de la empresa nipona, Nintendo SPD. Muy frecuentemente colabora con Minako Hamano y Masaru Tajima, compositores que también trabajan para Nintendo.
Con respecto a Super Metroid, cabe señalar que varios de los temas que conforman la banda sonora fueron fruto de tarareos que el compositor realizaba mientras conducía su moto de camino al trabajo. El videojuego, así como su banda sonora, obtuvieron una buena valoración, motivo por el cual, años después, el compositor fue consultado para participar en el desarrollo de la primera entrega de Metroid Prime, desarrollada por Retro Studios, una filial de la empresa. Para componer la música empleó instrumentos como la batería, el piano o la guitarra eléctrica, y también utilizó cantos corales.
La popularidad que Metroid y sus bandas sonoras han ido ganando paulatinamente ha dado lugar a diversas celebraciones de conciertos orquestales a fin de interpretar varios temas provenientes de la serie.
En la actualidad, Yamamoto tiene la intención de seguir trabajando con Nintendo, así como mantener su labor como compositor de la saga Metroid.

## Discografía
| Videojuegos | Videojuegos                                        | Videojuegos                     | Videojuegos                                                |
| Año         | Título                                             | Papel                           | Compañero de trabajo                                       |
| ----------- | -------------------------------------------------- | ------------------------------- | ---------------------------------------------------------- |
| 1987        | Mike Tyson's Punch-Out!!                           | Composición                     | Yukio Kaneoka y Akito Nakatsuka                            |
| 1988        | Famicom Wars                                       | Composición                     | Hirokazu Tanaka                                            |
| 1988        | Famicom Tantei Club: Kieta Kōkeisha                | Dirección de sonido/composición | Hirokazu Tanaka                                            |
| 1989        | Famicom Tantei Club Part II: Ushiro ni Tatsu Shōjo | Composición/arreglos            |                                                            |
| 1990        | Radar Mission                                      | Composición                     |                                                            |
| 1994        | Super Metroid                                      | Composición/efectos de sonido   | Minako Hamano                                              |
| 1995        | Galactic Pinball                                   | Composición                     | Masaru Tajima                                              |
| 1999        | Famicom Bunko: Hajimari no Mori                    | Composición                     | Kozue Ishikawa                                             |
| 2001        | Mobile Golf                                        | Supervisor                      | Kenji Miki, Shigeru Miyamoto, Takashi Tezuka y Koji Kondo  |
| 2001        | Mario Kart: Super Circuit                          | Soporte de sonido               |                                                            |
| 2002        | Metroid Prime                                      | Composición/arreglos            | Kouichi Kyuma                                              |
| 2002        | Metroid Fusion                                     | Dirección de sonido             |                                                            |
| 2004        | Metroid: Zero Mission                              | Composición/arreglos            | Minako Hamano                                              |
| 2004        | Metroid Prime 2: Echoes                            | Composición/arreglos            |                                                            |
| 2005        | Metroid Prime Pinball                              | Composición/arreglos            | Masaru Tajima                                              |
| 2005        | Brain Age 2: More Training in Minutes a Day!       | Dirección de sonido             |                                                            |
| 2006        | English Training: Have Fun Improving Your Skills!  | Dirección de sonido             |                                                            |
| 2006        | Metroid Prime Hunters                              | Supervisión de sonido           |                                                            |
| 2006        | Excite Truck                                       | Composición/arreglos            | Masaru Tajima                                              |
| 2007        | Metroid Prime 3: Corruption                        | Composición/arreglos            | Minako Hamano y Masaru Tajima                              |
| 2008        | Super Smash Bros. Brawl                            | Arreglos                        | Varios                                                     |
| 2009        | Excitebots: Trick Racing                           | Composición/arreglos            | Masaru Tajima y Shinji Ushiroda                            |
| 2010        | Photo Dojo                                         | Supervisión de sonido           |                                                            |
| 2010        | Donkey Kong Country Returns                        | Supervisor musical              |                                                            |
| 2011        | Rhythm Heaven Fever                                | Soporte de sonido               | Shinnosuke Kobayashi, Akito Nakatsuka y Lawrence Schwedler |
| 2011        | Pilotwings Resort                                  | Supervisión de sonido           |                                                            |
| 2011        | Sakura Samurai: Art of the Sword                   | Dirección musical               |                                                            |
| 2012        | Kiki Trick                                         | Supervisión de sonido           |                                                            |
| 2012        | Brain Age: Concentration Training                  | Supervisión de sonido           |                                                            |
| 2013        | Monster Manor                                      | Dirección de sonido             |                                                            |
| 2013        | Mii Force                                          | Dirección de sonido             |                                                            |
| 2013        | Donkey Kong Country Returns 3D                     | Supervisión de sonido           |                                                            |
| 2014        | Donkey Kong Country: Tropical Freeze               | Supervisión musical             |                                                            |
| 2014        | Super Smash Bros. for Nintendo 3DS and Wii U       | Arreglos                        | Varios                                                     |
| 2015        | Mario Tennis: Ultra Smash                          | Supervisión de sonido           | Ryoji Yoshitomi y Minako Hamano                            |
| 2016        | Tokyo Mirage Sessions FE                           | Soporte de sonido               | Minako Hamano y Yuichi Ozaki                               |
| 2017        | The Legend of Zelda: Breath of the Wild            | Supervisor                      | Varios                                                     |
| 2017        | Hey! Pikmin                                        | Gestión de progreso del sonido  | Minako Hamano y Yuichi Ozaki                               |
| 2017        | Metroid: Samus Returns                             | Dirección musical               |                                                            |
| 2018        | Sushi Striker: The Way of Sushido                  | Soporte de sonido               | Minako Hamano                                              |
| 2021        | Metroid Dread                                      | Dirección musical               |                                                            |
| 2023        | Metroid Prime Remastered                           | Producción musical              |                                                            |